# Ludus Matutinus

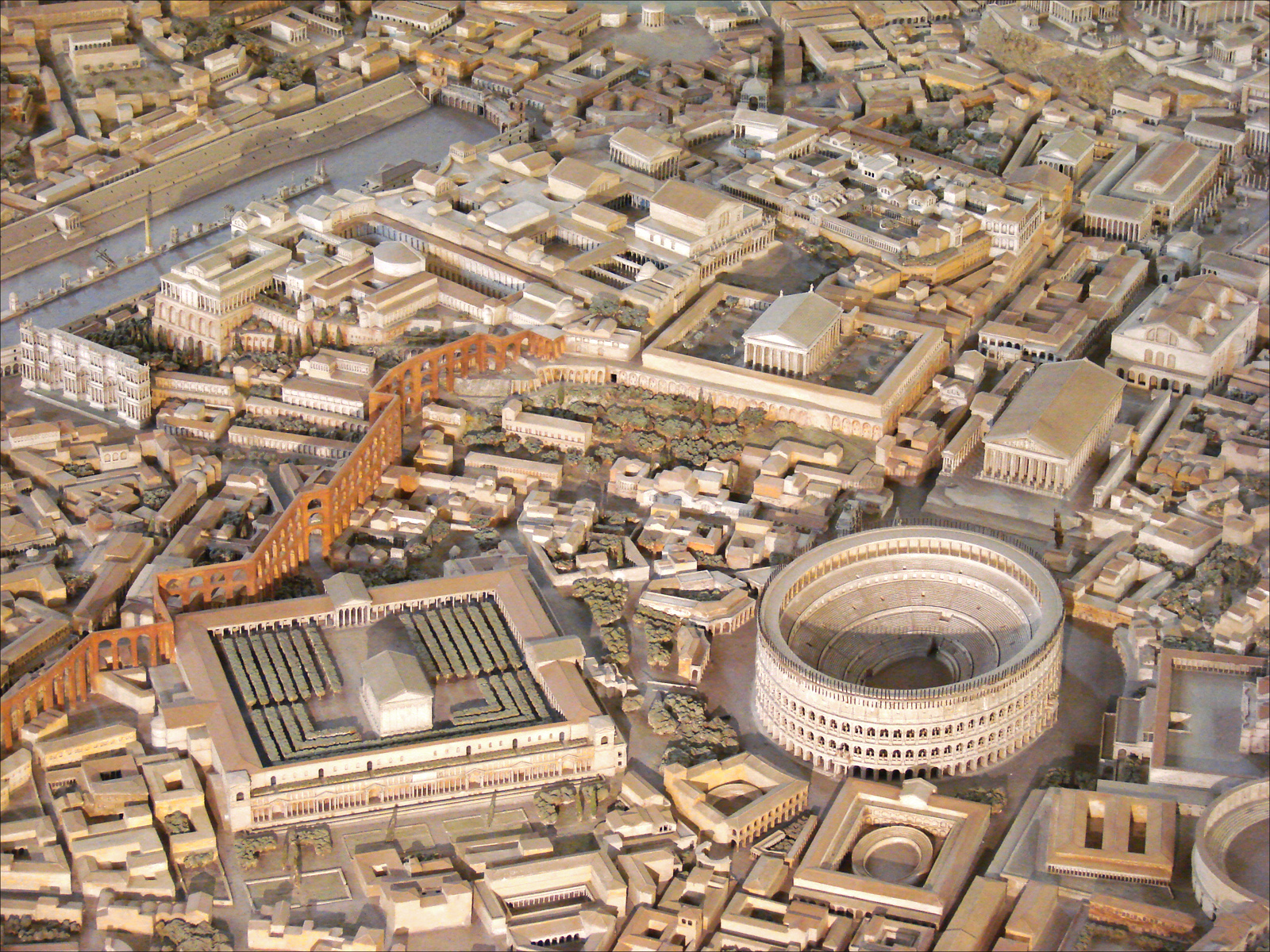
Plastico di Roma in età costantiniana di Italo Gismondi. Il Ludus Matutinus è collocato tra il Celio e il Ludus Magnus, davanti al Colosseo

Il Ludus Matutinus era l'edificio dell'antica Roma, collocato in prossimità del Colosseo, nella valle tra l'Esquilino e il Celio, dove i bestiarii si esercitavano nei combattimenti con gli animali selvatici, le venationes. Nei Cataloghi regionari è indicato fra gli edifici della II regione augustea.
Fu una delle quattro caserme (ludi) costruite da Domiziano (comprendenti anche il Magnus, il Gallicus e il Dacicus).
Non vi sono resti visibili delle strutture di questo ludus.

## Storia
Il Ludus Matutinus fu istituito da Domiziano come palestra per l'addestramento dei combattenti (bestiarii) e degli animali selvatici impegnati nei giochi noti con il nome di venationes. La scuola era diretta da un procuratore di rango equestre nominato dall'imperatore.

## Origine del nome
Il Ludus Matutinus è così chiamato perché le venationes (combattimenti con animali), che vi si svolgevano, avevano luogo all'alba (i combattimenti fra gladiatori avvenivano invece al pomeriggio).

## Descrizione
La struttura del Ludus Matutinus doveva essere analoga a quella del Ludus Magnus, vale a dire con un'arena circondata da una cavea, il tutto inserito in un ambiente rettangolare porticato.

## Ubicazione
Il Ludus Matutinus era ubicato a sudest del Colosseo e a sud del Ludus Magnus, tra il tempio del Divo Claudio sul Celio e l'antica via del vicus Capitis Africae, dove furono viste le fondazioni ellittiche della cavea in scavi effettuati nel 1938.
Sembra essere stato realizzato sopra un edificio più antico, forse il ludus bestiarius citato da Seneca.

## Gli altriludi
Gli altri ludi costruiti da Domiziano furono:
- il Ludus Magnus, la principale sede e palestra dei gladiatori, parzialmente scavato e visibile tra Piazza del Colosseo e via Labicana;
- il Ludus Dacicus, forse inizialmente destinato ai prigionieri delle spedizioni condotte in Dacia da Domiziano. In base ad un frammento della Forma Urbis Severiana che lo raffigura, sembra essere stato collocato tra le terme di Traiano e il Ludus Magnus, a nord di esso, oltre la via Labicana;
- il Ludus Gallicus, forse destinato ai gladiatori di origine gallica e di incerta collocazione;

Orazio cita, intorno al 10 a.C., un ludus Aemilius, una caserma di gladiatori appartenuta ad un membro della gens Aemilia e di incerta collocazione, più tardi trasformata in uno stabilimento termale (balneus Polycleti).